# Championnats d'Océanie de tennis de table
Les Championnats de tennis de table d'Océanie sont un tournoi biennal de tennis de table organisé par la Fédération d'Océanie de tennis de table. Entre 1996 et 2010, le tournoi a été organisé conjointement avec les Championnats de tennis de table juniors d'Océanie. En 2012 et 2014, les épreuves simples hommes et femmes ont été organisées sous le nom de Coupe ITTF-Océanie, qui est la seule épreuve de qualification pour la prestigieuse Coupe du monde ITTF,.

## Résultats
| Année | Lieu             | Equipe    | Equipe | Simples              | Simples              | Doubles                                   | Doubles                          | Doubles                    |
| Année | Lieu             | Messieurs | Dames  | Messieurs            | Dames                | Messieurs                                 | Dames                            | Mixte                      |
| ----- | ---------------- | --------- | ------ | -------------------- | -------------------- | ----------------------------------------- | -------------------------------- | -------------------------- |
| 2025  | Christchurch     | AUS       | AUS    | Nicholas Lum         | Yangzi Liu           | Finn Luu Nicholas Lum                     | Yangzi Liu Min Hyung Jee         | Nicholas Lum Yangzi Liu    |
| 2024  | Auckland         | AUS       | AUS    | Hwan Bae             | Min Hyung Jee        | Finn Luu Nicholas Lum                     | Yangzi Liu Min Hyung Jee         | Nicholas Lum Yangzi Liu    |
| 2023  | Townsville       | AUS       | AUS    | Aditya Sareen        | Yangzi Liu           | Nicholas Lum Finn Luu                     | Minhyung Jee Jian Fang Lay       | Aditya Sareen Yangzi Liu   |
| 2022  | Melbourne        | AUS       | AUS    | Nicholas Lum         | Yangzi Liu           | Nicholas Lum Finn Luu                     | Yangzi Liu Chunyi Feng           | Nicholas Lum Minhyung Jee  |
| 2018  | Gold Coast       | AUS       | AUS    | Chris Yan            | Jian Fang Lay        | Hu Heming Chris Yan                       | Michelle Bromley Melissa Tapper  | Chris Yan Jian Fang Lay    |
| 2016  | Bendigo          | AUS       | AUS    | Yan Xin              | Jian Fang Lay        | Choy Freddy Yoshua Shing                  | Natalie Paterson Ruofei Rao      | Lin Yi-sien Ruofei Rao     |
| 2014  | Bendigo          | AUS       | AUS    | William Henzell      | Jian Fang Lay        | David Powell Kane Townsend                | Zhenhua Dederko Melissa Tapper   | David Powell Miao Miao     |
| 2012  | Suva             | AUS       | AUS    | William Henzell      | Li Chunli            | David Powell Kane Townsend                | Jian Fang Lay Miao Miao          | Frank Robert Jian Fang Lay |
| 2010  | Auckland         | AUS       | AUS    | William Henzell      | Li Karen Jinli       | William Henzell Jiapeng Justin Han        | Jian Fang Lay Miao Miao          | William Henzell Miao Miao  |
| 2008  | Papeete          | AUS B     | AUS    | Trent Carter         | Miao Miao            | Chamara Fernando Scott Houston            | Miao Miao Melissa Tapper         |                            |
| 2006  | Geelong          | AUS       | AUS    | William Henzell      | Li Karen Jinli       | Kiet Song Tran Chi Ho George Tang         | Miao Miao Stephanie Sang Xu      | William Henzell Miao Miao  |
| 2004  | Whangārei        | NZL       | AUS    | William Henzell      | Miao Miao            | William Henzell David Zalcberg            | Li Chunli Li Karen Jinli         |                            |
| 2002  | Suva             | NZL       | AUS    | Russ Lavale          | Jian Fang Lay        | Jian Fang Lay Miao Miao                   | Jian Fang Lay Miao Miao          |                            |
| 2000  | Koumac           | AUS       | AUS    | Simon Gerada         | Li Chunli            | Trevor Brown Russ Lavale                  | Li Chunli Li Karen Jinli         |                            |
| 1998  | Bendigo          | NZL       | NZL    | Mark Smythe          | Li Chunli            | Trevor Brown Russ Lavale                  | Li Chunli Li Karen Jinli         |                            |
| 1996  | Auckland         | AUS       | AUS    | Peter Stuart Jackson | Li Chunli            | Paul Langley Russ Lavale                  | Li Chunli Li Karen Jinli         |                            |
| 1994  | Papeete          | AUS       | AUS    | Paul Langley         | Shirley Zhou         | Dennis Makaling Jamie Perry               | Kerri Tepper Shirley Zhou        |                            |
| 1993  | Croydon          | NZL       | AUS    | Dennis Makaling      | Kerri Tepper         | Brett Clarke Russ Lavale                  | Kerri Tepper Shirley Zhou        |                            |
| 1990  | Palmerston North | AUS       | AUS    | Peter Stuart Jackson | Li Chunli            | Peng Huy Quach Glenn Tepper               | Ying Catherine Kwok Kerri Tepper |                            |
| 1988  | Noumea           | NZL       | AUS    | Barry John Griffiths | Kerri Tepper         | Barry John Griffiths Peter Stuart Jackson | Nadia Bisiach Kerri Tepper       |                            |
| 1986  | Ballarat         | AUS       | AUS    | Tommy Danielsson     | Kerri Tepper         | Barry John Griffiths Peter Stuart Jackson | Nadia Bisiach Kerri Tepper       |                            |
| 1982  | Sydney           | AUS       | NZL    | Paul Pinkewich       | Christine Lee-Little | Tommy Danielsson Glenn Tepper             | Christine Lee-Little Jan Morris  |                            |
| 1978  | Auckland         | AUS       | NZL    | Paul Pinkewich       | Christine Lee-Little | Robert Javor Stephen Knapp                | Angela Brackenridge Jan Morris   |                            |